# La Libertad (Petén)
La Libertad è un comune del Guatemala facente parte del dipartimento di Petén.